# Дом Барского
Дом Барского — здание в стиле модерн с элементами эклектики, построенное в 1900 году в Елисаветграде архитектором Александром Лишневским для частных нужд предпринимателя Александра Барского, в котором ныне расположен областной краеведческий музей.

## Описание здания
Верх фасада украшен маскаронами, отражающими символы дня и ночи, между изогнутыми как побеги растений резными окнами традиционно модерновой формы (не прямоугольной) по стене к основанию цоколя спускаются растительные орнаменты с элегическими мотивами расцветающих и увядающих лотоса и лили. Под окнами расположены барельефы на мотивы «Змея, поедающего птиц». Над входной дверью расположена маска медузы — символ предназначения судьбы.
В лепнине здания применяются сразу несколько технических приёмов — рельеф, барельеф и горельеф.
Интерьеры здания являются комбинацией архитектурных стилей, характерных для периода эклектики. В декоративном оформлении парадной половины — гостиной, будуара, прихожей прослеживаются мотивы стиля рококо, в комнате для курения — нашли отражение мотивы мавританского стиля, а в оформлении столовой доминантами выступают плавные, элегантные линии орнамента в стиле модерн. Оригинальная интерпретация классики отличает вестибюль.

## История
Особняк должен был стать имением богатого предпринимателя Барского, однако он умер ещё до завершения строительства собственной усадьбы. Достроено имение было в 1900 году. В 1929 году в стенах дома оборудовали выставочные музейные экспозиции, которыми занимался этнограф В. Ястребов, основавший музей в Елисаветграде ещё в 1883 году. В доме Барского в начале XX века располагалось фотоателье И. Л. Бриля (отца писателя А. И. Зонина). Ныне в здании размещается Кропивницкий областной краеведческий музей.

### Кропивницкий областной краеведческий музей
Фонд музея насчитывает примерно 68,5 млн предметов основного и 33,5 тысяч научно-вспомогательного фонда. В основном, это интересные собрания, характеризующие историческое развитие и культуру края с древнейших времен до наших дней, а также его природу.
В 2009 году продолжались работы по реставрации фасада здания.